# Taiga

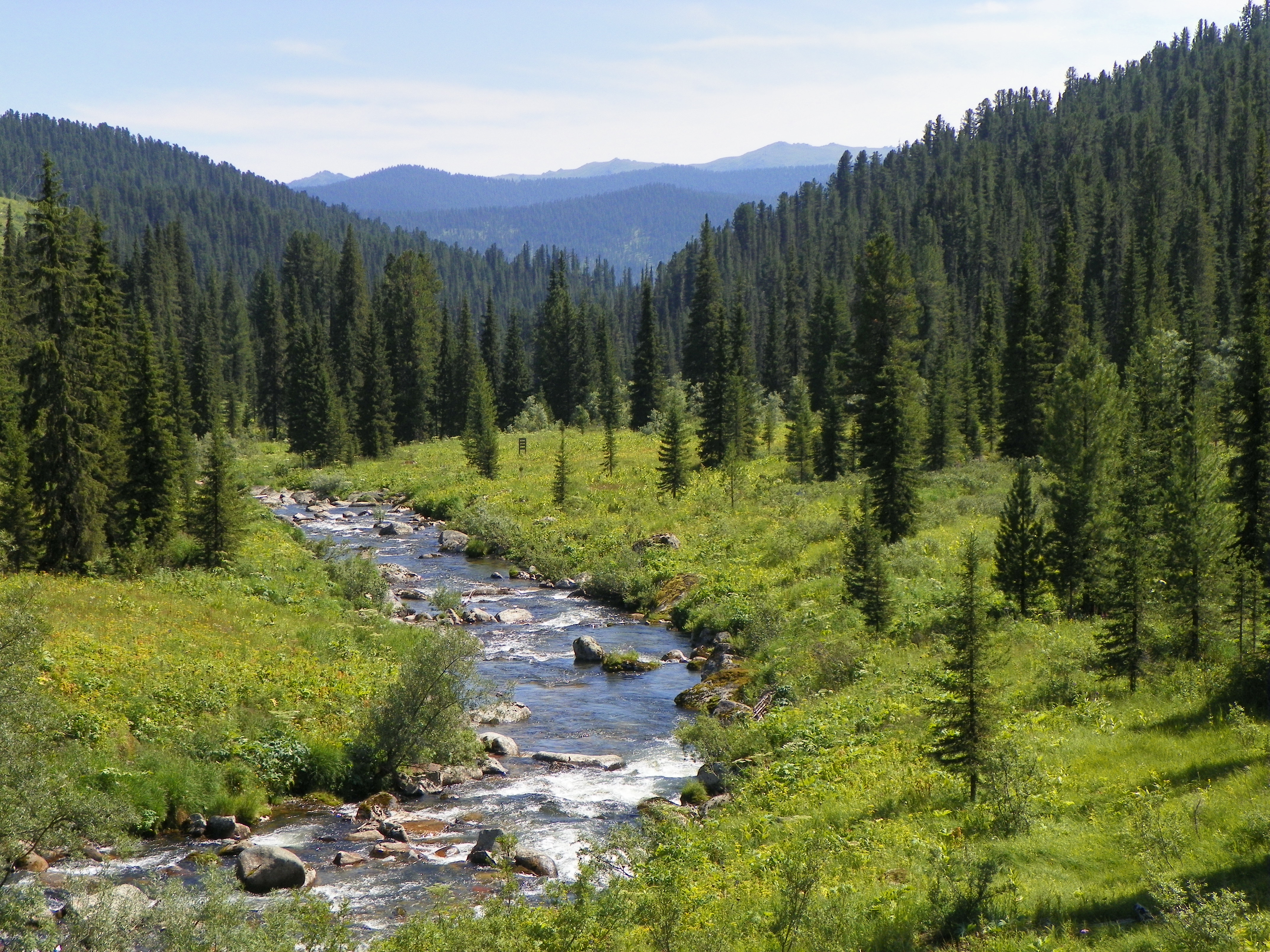
Bosque de taiga en Rusia.

La taiga (del ruso: тайгá, y este probablemente del yakuto: тайҕа; 'todo territorio inhabitado, cubierto de vastos bosques, espesura del bosque') o bosque boreal es un bioma caracterizado por sus formaciones boscosas de coníferas compuestos principalmente de pinos, abetos y alerces, siendo una de las mayores masas forestales del planeta. Además, a medida que se avanza hacia el sur a través de la taiga, pueden crecer más árboles de hoja caduca, los árboles de hoja caduca como el álamo, el arce, el olmo y el roble son comunes en la taiga meridional. En Canadá se emplea «bosque boreal» para designar la zona sur del ecosistema, mientras que «taiga» se usa para la zona más próxima a la línea de vegetación ártica. En otros países se emplea «taiga» para referirse a los bosques boreales rusos y bosque de coníferas para los demás países.
Geográficamente se sitúan en todo el norte de Rusia (incluyendo Siberia), norte de Europa, en la región de la bahía de Hudson, en el norte de Canadá, en el estado de Alaska y en el extremo sur de Argentina y Chile. Está limitada al sur por la estepa y al norte por la tundra.
Su temperatura media es de 19 °C en verano, y -30 °C en invierno. El promedio anual de precipitaciones alcanza los 450 mm. El periodo favorable para la vida de las plantas se reduce a cuatro meses.
La vegetación dominante en la taiga es el bosque de coníferas. En las zonas de clima más duro el bosque es muy uniforme y puede estar formado exclusivamente por una sola clase de árbol. Las hojas en forma de aguja de las coníferas les permiten soportar bien las heladas y perder poca agua. Además, el ser de hoja perenne les facilita el que cuando llega el buen tiempo puedan empezar inmediatamente a hacer fotosíntesis, sin tener que esperar a formar la hoja. En las zonas de clima más suave, el bosque es mixto de coníferas y árboles de hoja caduca (chopos, álamos, abedules, sauces, etc.).
Las principales especies arbóreas varían en función de la duración del periodo vegetativo y de las temperaturas estivales. La taiga de Norteamérica está formada principalmente por piceas, la de Escandinavia y Finlandia está formada por una mezcla de abeto, pinos y abedul, la taiga rusa tiene piceas, pinos y alerces dependiendo de la región, mientras que la taiga de Siberia Oriental es un vasto bosque de alerces, mientras la taiga de la Patagonia es un grupo de arboleras de robles y alerces.
La taiga en su forma actual es un fenómeno relativamente reciente, ya que sólo ha existido durante los últimos 12 000 años, desde el comienzo de la época del Holoceno, cubriendo tierras que habían sido estepa de mamut o bajo la Capa de hielo escandinava en Eurasia y bajo la capa de hielo Laurentino en Norteamérica durante el Pleistoceno tardío.
Aunque a grandes altitudes la taiga se convierte en tundra alpina a través del Krummholz, no es exclusivamente un bioma alpino y, a diferencia del bosque subalpino, gran parte de la taiga son tierras bajas.
El término «taiga» no se utiliza de forma uniforme en todas las culturas. En inglés, boreal forest se utiliza en Estados Unidos y el bosque boreal de Canadá para referirse a las regiones más meridionales, mientras que «taiga» se utiliza para describir las zonas más septentrionales y estériles que se acercan a la línea de árboles y la tundra. Hoffman (1958) analiza el origen de este uso diferenciado en Norteamérica y cómo esta diferenciación distorsiona el uso ruso establecido.

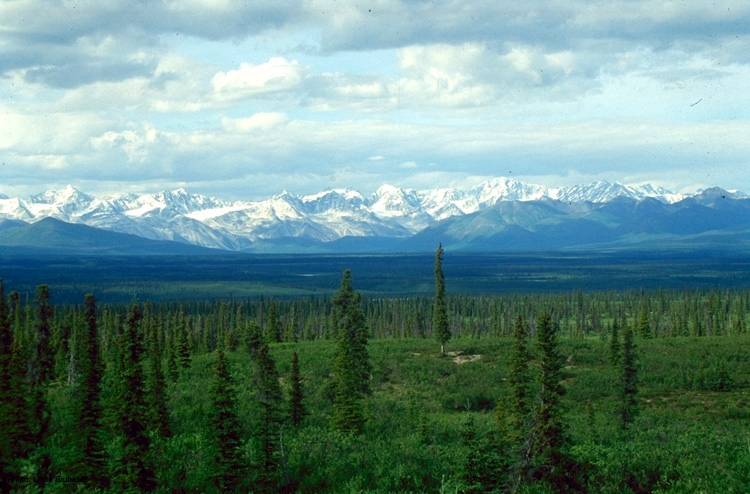
Picea blanca taiga en la cordillera de Alaska, Alaska, Estados Unidos.

El cambio climático es una amenaza para la taiga, y cómo el dióxido de carbono absorbido o emitido debe ser tratado por la contabilidad del carbono es controvertido.

## Clima y geografía
La taiga cubre 17 millones de kilómetros cuadrados (6,6 millones de millas cuadradas) o el 11,5 % de la superficie terrestre de la Tierra, sólo superada por los desiertos y los matorrales xéricos. Las áreas más grandes se encuentran en Rusia y Canadá. En Suecia, la taiga está asociada con el terreno de Norrland.

### Temperatura
Después de los casquetes polares permanentes y la tundra, la taiga es el bioma terrestre con las temperaturas medias anuales más bajas, con una temperatura media anual que generalmente varía de -5 a 5 °C (23 a 41 °F). Los mínimos extremos de invierno en la taiga del norte suelen ser más bajos que los de la tundra. Hay áreas de taiga en el este de Siberia y el interior de Alaska-Yukon donde la media anual alcanza los -10 °C (14 °F), y las temperaturas más bajas registradas de manera confiable en el hemisferio norte se registraron en la taiga del noreste de Rusia.

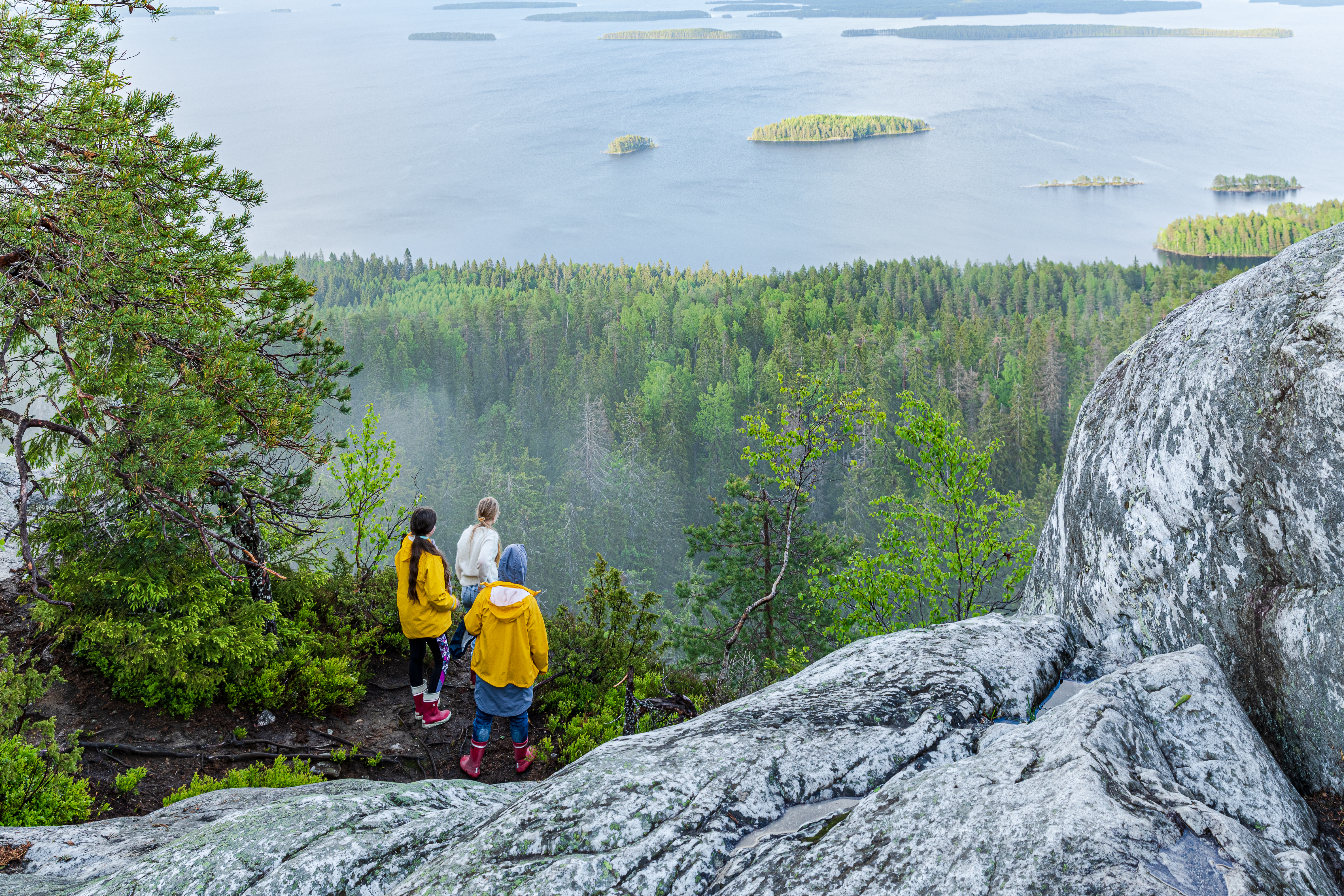
Koli parque nacional, Finlandia

La taiga tiene un clima subártico con un rango de temperatura muy grande entre estaciones. -20 °C (-4 °F) sería una temperatura típica de un día de invierno y 18 °C (64 °F) un día promedio de verano, pero el largo y frío invierno es la característica dominante. Este clima se clasifica como Dfc, Dwc, Dsc, Dfd y Dwd en el esquema de clasificación climática de Köppen, lo que significa que los veranos cortos (24 h promedio 10 °C (50 °F) o más), aunque generalmente cálido y húmedo, solo duran de 1 a 4 meses, mientras que los inviernos, con temperaturas promedio bajo cero, duran de 5 a 7 meses.
En la taiga siberiana, la temperatura promedio del mes más frío está entre -6 °C (21 °F) y -50 °C (-58 °F). También hay algunas áreas mucho más pequeñas que se inclinan hacia el clima oceánico Cfc con inviernos más suaves, mientras que el extremo sur y (en Eurasia) al oeste de la taiga llega a climas continentales húmedos (Dfb, Dwb) con veranos más largos.
Según algunas fuentes, el bosque boreal se convierte en un bosque mixto templado cuando la temperatura media anual alcanza los 3 °C (37 °F).

### Temporada de crecimiento

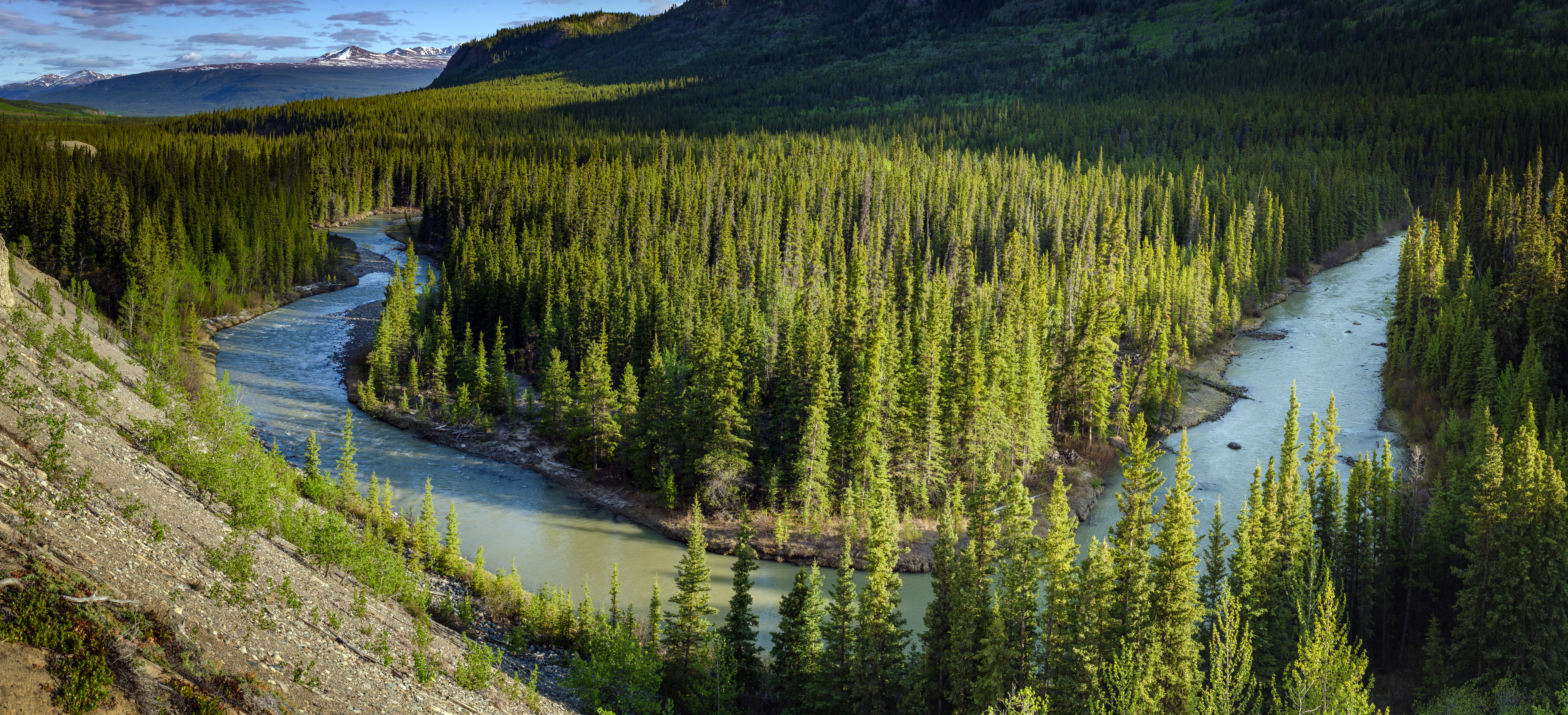
Cañón superior del río Watson, área de Carcross, Región de los Lagos del Sur, Yukon, Canadá, mayo de 2019.

La temporada de crecimiento, cuando la vegetación de la taiga cobra vida, suele ser un poco más larga que la definición climática del verano, ya que las plantas del bioma boreal tienen un umbral de temperatura más bajo para desencadenar el crecimiento que otras plantas. Algunas fuentes afirman que la temporada de crecimiento de 130 días es típica de la taiga.
En Canadá y Escandinavia, la temporada de crecimiento a menudo se estima utilizando el período del año en que la temperatura promedio de 24 horas es de +5 °C (41 °F) o más. Para Taiga Plains en Canadá, la temporada de crecimiento varía de 80 a 150 días, y en Taiga Shield de 100 a 140 días.
Otras fuentes definen la temporada de crecimiento por días sin heladas. Los datos de ubicaciones en el sudoeste de Yukón dan entre 80 y 120 días sin heladas. El bosque boreal de dosel cerrado en el Parque Nacional Kenozersky cerca de Plesetsk, provincia de Arcángel, Rusia, tiene un promedio de 108 días sin heladas.
La temporada de crecimiento más larga se encuentra en las áreas más pequeñas con influencias oceánicas; en las áreas costeras de Escandinavia y Finlandia, la temporada de crecimiento del bosque boreal cerrado puede ser de 145 a 180 días. La temporada de crecimiento más corta se encuentra en el ecotono taiga-tundra del norte, donde el bosque de taiga del norte ya no puede crecer y la tundra domina el paisaje cuando la temporada de crecimiento se reduce a 50-70 días, y el promedio de 24 horas del mes más cálido del año suele ser de 10 °C (50 °F) o menos.

### Precipitaciones
La taiga experimenta una precipitación relativamente baja a lo largo del año (generalmente 200-750 milímetros (7,9-29,5 plg) anualmente, 1 milímetro (0 plg) en algunas zonas), principalmente en forma de lluvia durante los meses de verano, pero también de nieve o niebla. La nieve puede permanecer en el suelo hasta nueve meses en las extensiones más septentrionales del bioma de la taiga.
La niebla, especialmente predominante en las zonas bajas durante y después del deshielo de los mares helados del Ártico, impide que la luz del sol llegue a las plantas incluso durante los largos días de verano. Como, en consecuencia, la evaporación es baja durante la mayor parte del año, las precipitaciones anuales superan a la evaporación y son suficientes para sostener el denso crecimiento de la vegetación, incluidos los grandes árboles. Esto explica la notable diferencia de biomasa por metro cuadrado entre los biomas de la taiga y la estepa (en climas más cálidos), donde la evapotranspiración supera a las precipitaciones, lo que limita la vegetación a gramíneas.

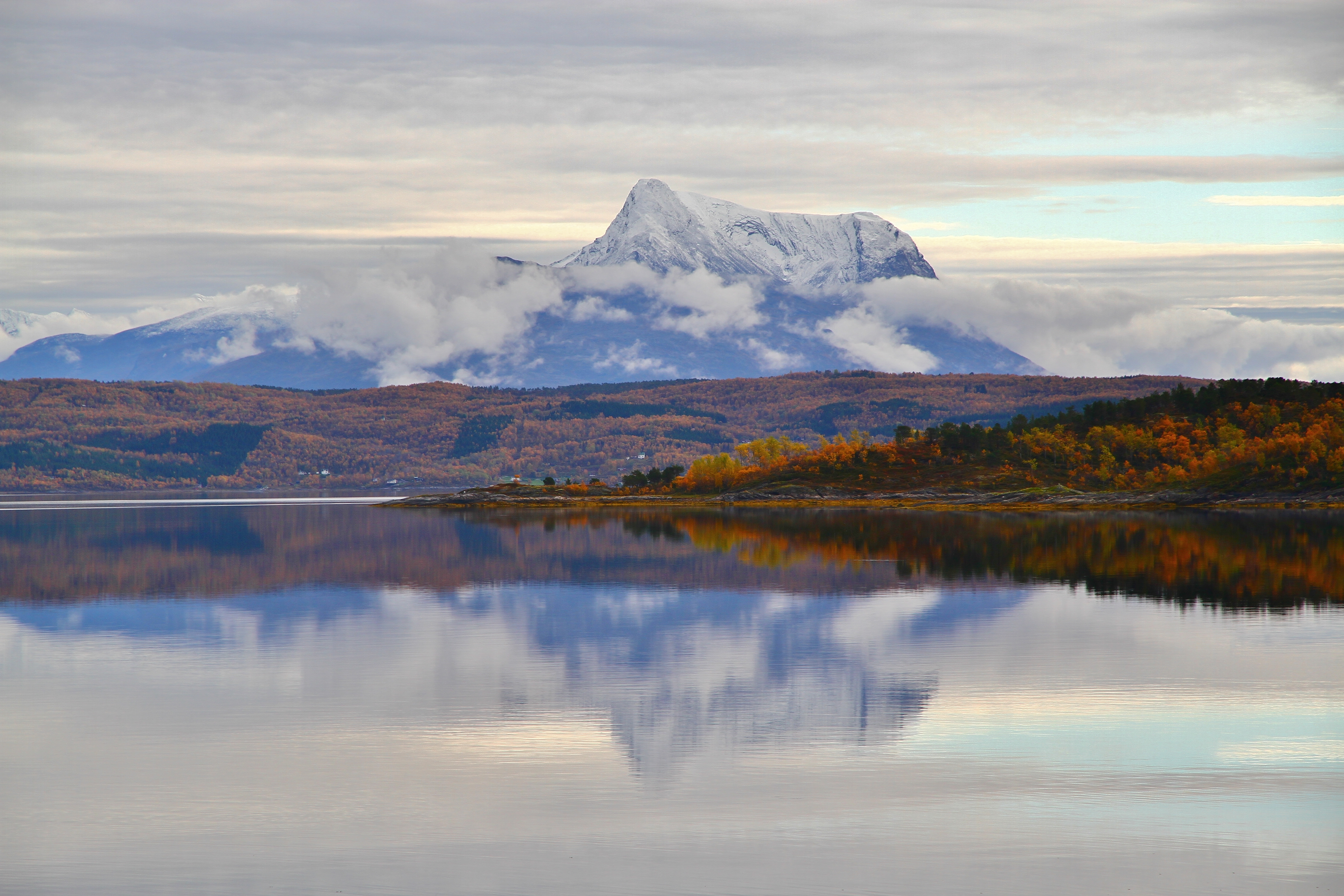
Finales de septiembre en los fiordos cerca de Narvik, Noruega. Esta parte oceánica del bosque puede véase más de 1.000 mm de precipitaciones anuales y tiene inviernos más cálidos que la vasta taiga interior.

En general, la taiga crece al sur de la 10 grados Celsius (50,0 °F) isoterma de julio, ocasionalmente tan al norte como la 9 grados Celsius (48,2 °F) isoterma de julio, con el límite sur más variable. Dependiendo de las precipitaciones, y la taiga puede ser sustituida por estepa forestal al sur de la 15 grados Celsius (59,0 °F) donde las precipitaciones son muy escasas, pero más típicamente se extiende hacia el sur hasta la 18 grados Celsius (64,4 °F) y, localmente, donde las precipitaciones son mayores, como en Siberia oriental y la Manchuria Exterior adyacente, al sur de la 20 grados Celsius (68,0 °F) isoterma de julio. isoterma de julio.
En estas zonas más cálidas, la taiga presenta una mayor diversidad de especies, con especies más amantes del calor, como el pino coreano, la  picea de Jezo y el abeto de Manchuria, y se funde gradualmente en bosques templados mixtos o, más localmente (en las costas del Océano Pacífico de Norteamérica y Asia), en bosque templado húmedo de coníferas, donde aparecen el roble y el carpe, que se unen a las coníferas, el abedul y el Populus tremula.

## Flora y fauna
La taiga está dominada por coníferas y las Picea marianas que superan los 40 m, de copa piramidal y hoja perenne, destacando los alerces, abetos, piceas y pinos. El alerce de Gmelin tolera los inviernos más fríos al norte. La taiga es el bosque con menor biodiversidad, con dosel abierto y en sus subsuelos predominan los líquenes. La taiga del sur es un bosque mixto que alterna las coníferas con árboles caducifolios como el arce, el olmo y el roble, tiene dosel cerrado, el suelo cubierto de musgos y en los claros se encuentran arbustos, flores y variadas hierbas.

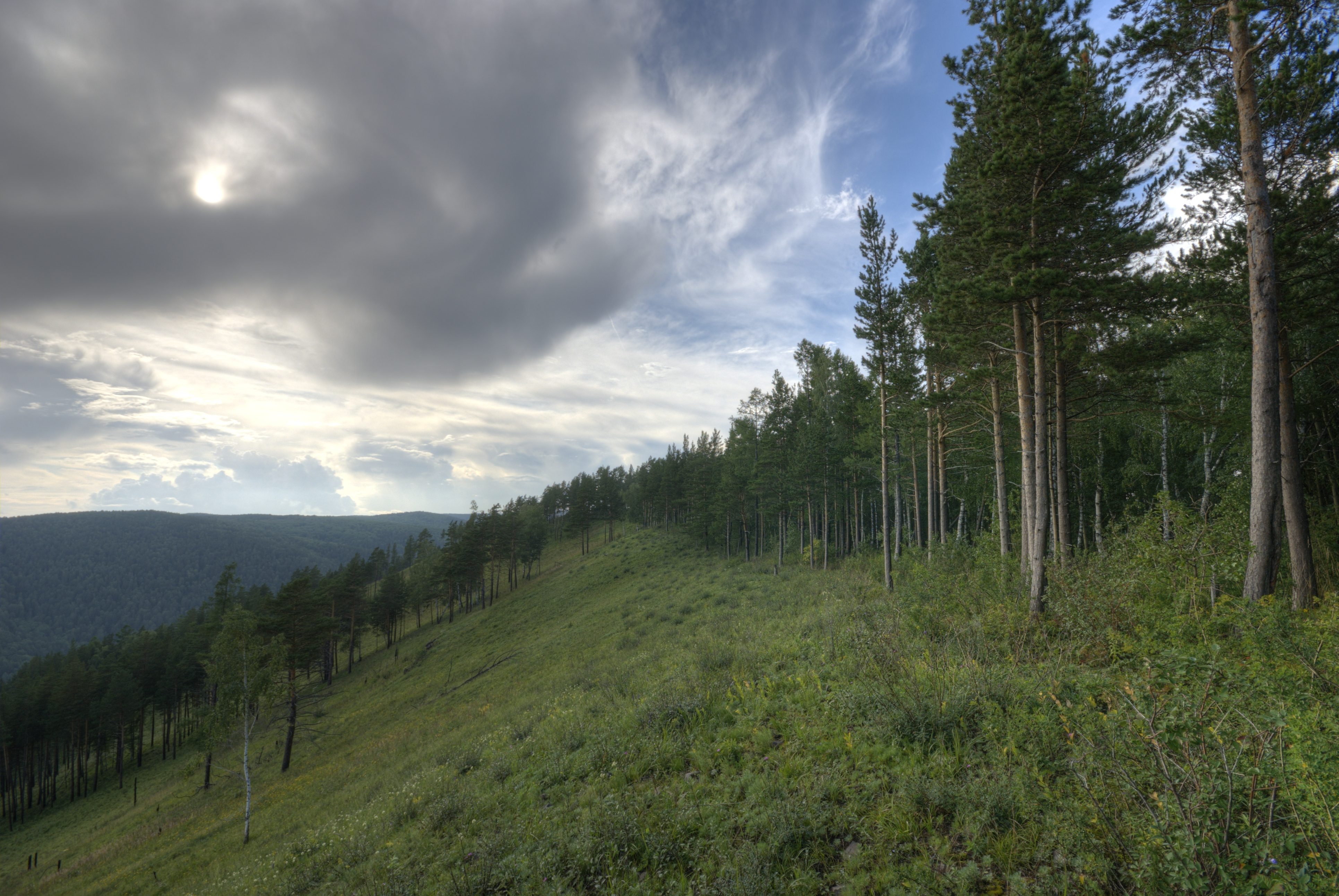
Taiga en el raión Yemelyánovski, en el krai de Krasnoyarsk, Rusia.

La taiga, o bosque boreal, es el biotopo propio del clima de los bosques boreales. Se trata de un bosque de coníferas que soporta condiciones climáticas de frío y bajas precipitaciones. Para que aparezca debe existir como mínimo un mes con más de 10 °C de media. Las especies dominantes son los alerces píceas, los pinos y los abetos. Se trata de una vegetación de coníferas perennifolias que aportan muy poca materia orgánica al suelo, y muy tupida, por lo que los rayos del sol tienen dificultad para alcanzar el sotobosque. De esta manera, el cortejo florístico es pobre, con abundancia de helechos, líquenes y musgos. En el estrato arbustivo aparecen abedules, álamos, sauces, alisos y serbales, entre otros. La omnipresencia de coníferas da al paisaje un aspecto monótono. Las temperaturas veraniegas por encima de los 0 °C de media permiten que el suelo no esté helado durante todo el año, por lo que aunque predomina el permafrost, aparecen podsoles y en las zonas más húmedas turberas. Se trata de suelos evolucionados pero pobres en nutrientes, y con tendencia a la acidez. La naturaleza perennifolia de las plantas provocan el escaso aporte de nutrientes, y que estos sean muy ácidos.
Los árboles coníferos son las plantas dominantes del bioma de taiga. Se encuentran muy pocas especies, en cuatro géneros principales: el abeto, el abeto y el pino de hoja perenne, y el alerce de hoja caduca. En América del Norte, son dominantes una o dos especies de abetos y una o dos especies de píceas. En Escandinavia y Rusia occidental, el pino silvestre es un componente común de la taiga, mientras que la taiga del Lejano Oriente ruso y Mongolia está dominada por el alerce. Rica en abetos y pinos silvestres (en la llanura de Siberia occidental), la taiga está dominada por alerces en Siberia oriental, antes de volver a su riqueza florística original en las costas del Pacífico. Dos árboles de hoja caduca se mezclan en el sur de Siberia: el abedul y el Populus tremula.
La fauna presenta pocas especies, ya que deben estar preparada para los largos y fríos inviernos. Las especies herbívoras son relativamente abundantes, como el reno, el ciervo y el alce; aunque las carnívoras están bien representadas, como el lince, el zorro, el lobo, la marta, el visón o la comadreja; además del oso y grandes cantidades de aves. Abundan los roedores como el ratón, y lagomorfos como el conejo o la liebre y durante el verano hay una explosión de insectos y gusanos excavadores.